# 第11海軍航空廠
第11海軍航空廠（だいじゅういちかいぐんこうくうしょう）は、日本海軍の航空機に関する整備、修理、補給、生産を担う軍需工場（工廠）である。

## 沿革
1941年（昭和16年）10月1日、広海軍工廠の航空機部が独立し、呉市広に第11海軍航空廠が設置され、総務部、器材部、飛行機部、発動機部、兵器部、会計部、医務部が置かれた。1945年（昭和20年）4月に岩国に分工場（のち岩国支廠）を設置した。これは、空襲に備えた地下の疎開工場であった。
1945年（昭和20年）3月以降、米軍の空襲を受けるようになり、5月5日には広工廠とともに猛爆撃を受け、壊滅的な損害を被った。6月26日に広工廠は第11空廠に吸収合併し、敗戦時には総務部、会計部、医務部、補給部、飛行機部、発動機部、素材部、兵器部、造機部、機関実験部、工作機械実験部、鋳物実験部の12部体制であった。
戦後、占領軍は10月6日に広湾に入港し、翌日に兵員約2万人が上陸し、10月31日に第11空廠は廃止された。
現在の跡地は、主として在日米軍の広弾薬庫となっている。

## 年譜
- 1923年（大正12年）4月1日 広海軍工廠設置
- 1941年（昭和16年）10月1日 広工廠航空機部が独立、第11海軍航空廠設置
- 1945年（昭和20年）
  - 5月5日 空襲により被害甚大
  - 6月26日 広工廠廃止され第11空廠に吸収
  - 10月31日 廃止

## 歴代空廠長
- 鉾立金矢 少将：1941年10月1日 - 1944年8月1日（1941年10月15日：中将）[1]

兼広海軍工廠長：1941年11月20日 - 1941年12月15日
- 岩本鼎 中将：1944年8月1日 - 1945年4月20日[2]
- 赤坂功 中将：1945年4月20日 - 1945年11月1日[3]

兼広海軍工廠長：1945年4月20日 - 1945年6月1日

## 生産航空機
- 零式水上偵察機：生産機数約90機
- 九七式三号艦上攻撃機：生産機数約180機
- 彗星（艦上爆撃機）：生産機数約430機
- 紫電改（局地戦闘機）：生産開始前に終戦

## 岩国支廠
岩国市の愛宕山地区の地下に網目状に彫られた3ケ所合計約2kmの地下壕で、紫電改の製造を目的として建設された。
2014年（平成26年）6月17日の岩国市議会建設委員会で、岩国市当局側が「一部で落盤している状況もあり、事故防止も含めて閉塞する方向性と聞いている」と答弁し、閉鎖計画が表面化した。
この閉鎖計画を受けて、岩国市当局側は国と協議して戦争遺産としての記録保存を目指すことも合わせて答弁している。